# Glória (film, 1999)
Pour les articles homonymes, voir Gloria.
Pour plus de détails, voir Fiche technique et Distribution.
Glória est un film portugais réalisé par Manuela Viegas, sorti en 1999.

## Synopsis
Ivan part vivre chez son père dans un village du Portugal. Il y trouve Gloria avec laquelle ils partagent un refuge loin du monde.

## Fiche technique
- Titre : Glória
- Réalisation : Manuela Viegas
- Scénario : Manuela Viegas et Joaquim Sapinho
- Photographie : Jean-Michel Humeau
- Montage : Manuela Viegas
- Production : Amândio Coroado
- Société de production : Camelot Pélis, Caro-Line Production et Rosa Filmes
- Pays :  Portugal,  France et  Espagne
- Genre : Drame
- Durée : 100 minutes
- Dates de sortie : 
  - France : 3 novembre 1999
  - Portugal : 8 décembre 1999

## Distribution
- Jean-Christophe Bouvet : Vicente
- Raquel Marques : Glória
- Francisco Relvas : Ivan
- Ricardo Aibéo : Mauro
- Paula Só : Noémia
- Isabel de Castro : Teresa
- Pedro Alpiarça : Augusto

## Distinctions
Le film a été présenté en sélection officielle en compétition lors de Berlinale 1999.